# میدوی، شهرستان لین، آیووا
میدوی (به انگلیسی: Midway) یک منطقهٔ مسکونی در ایالات متحده آمریکا است که در شهرستان لین، آیووا واقع شده‌است. میدوی ۲۵۶٫۰۴ متر بالاتر از سطح دریا واقع شده‌است.